# Monecphora transversa
Monecphora transversa är en insektsart som beskrevs av Victor Lallemand 1938. Monecphora transversa ingår i släktet Monecphora och familjen spottstritar. Inga underarter finns listade i Catalogue of Life.